# 帝釈山 (兵庫県)
帝釈山（たいしゃくさん）は、兵庫県神戸市北区にある標高585.9mの山。丹生山系に属し、2番目の標高を誇る。

## 山名の由来
帝釈山の西に位置する丹生山頂には丹生神社があり、この丹生神社は甞て同じく丹生山頂に位置していた明要寺と一体を為していた。帝釈山には明要寺の奥の院が置かれており、そこには梵帝釈天が安置された。山名はこのことに由来すると言われる。
山頂からは南部方面に180°眺望が開け、晴天時には遠く明石海峡、淡路島が遠望でき、眼下には鈴蘭台方面の町並みと山田町が俯瞰できる。

## 登山ルート
神戸市バスの丹生神社前停留所、或いは衝原停留所から丹生山を経由して登るルートが一般的である。同バスの大滝口停留所から柏原台を経て、丹生山系縦走路を経由して、稚児ヶ墓山から縦走する登山者も多い。国道428号岩谷峠からは徒歩で最短の約40分で山頂へ至る。

## 関連画像

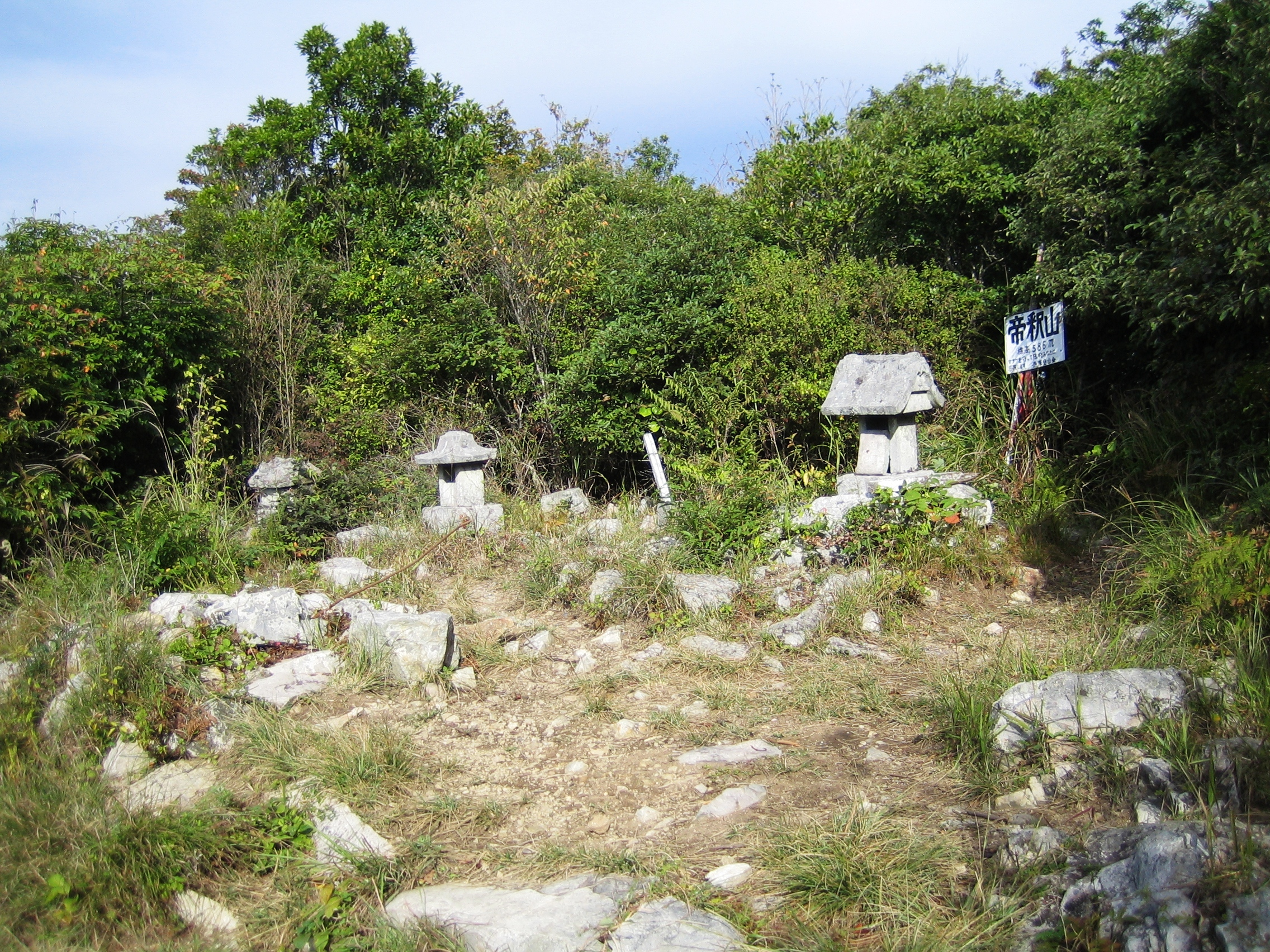
山頂
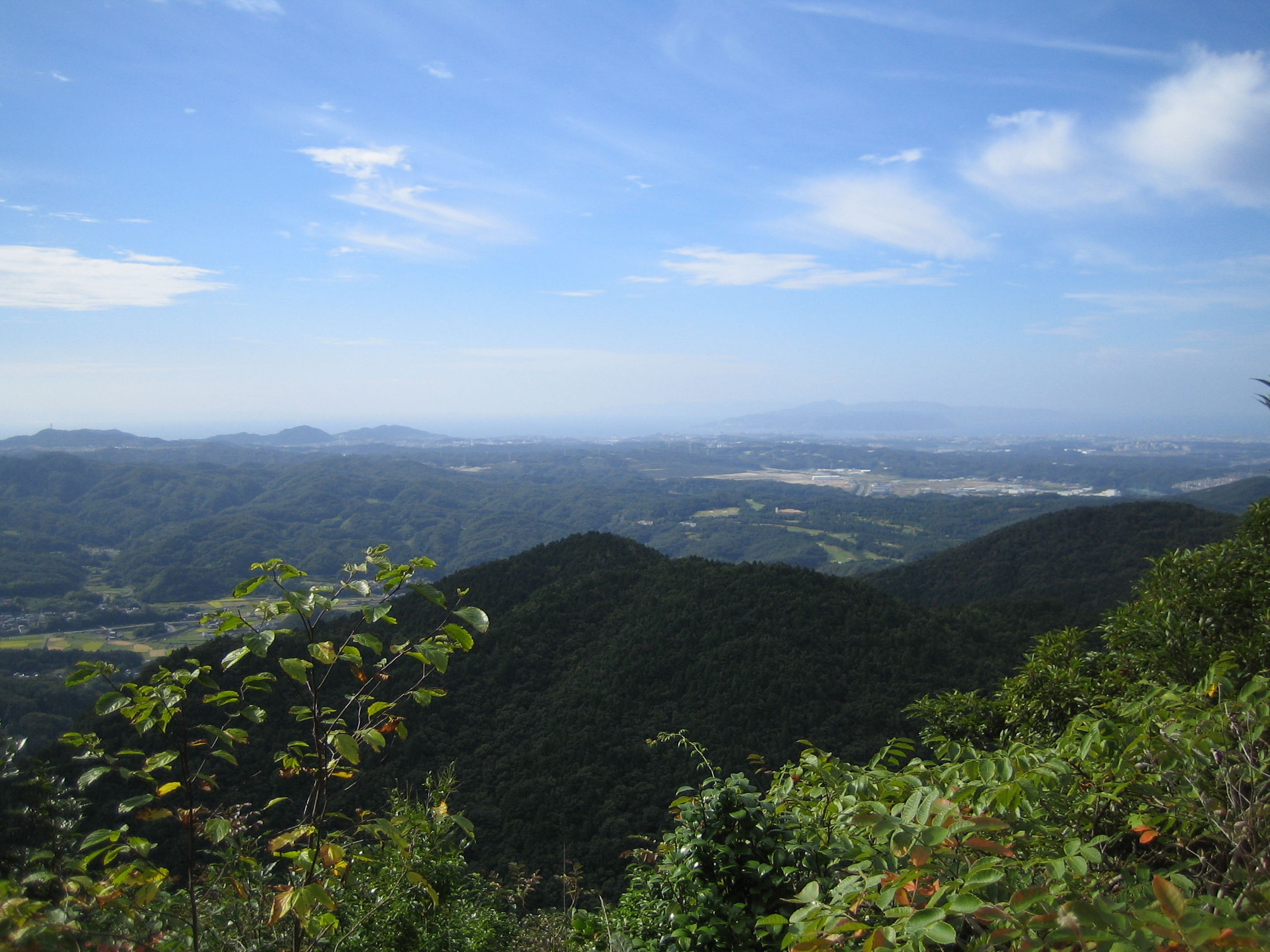
山頂から南部展望
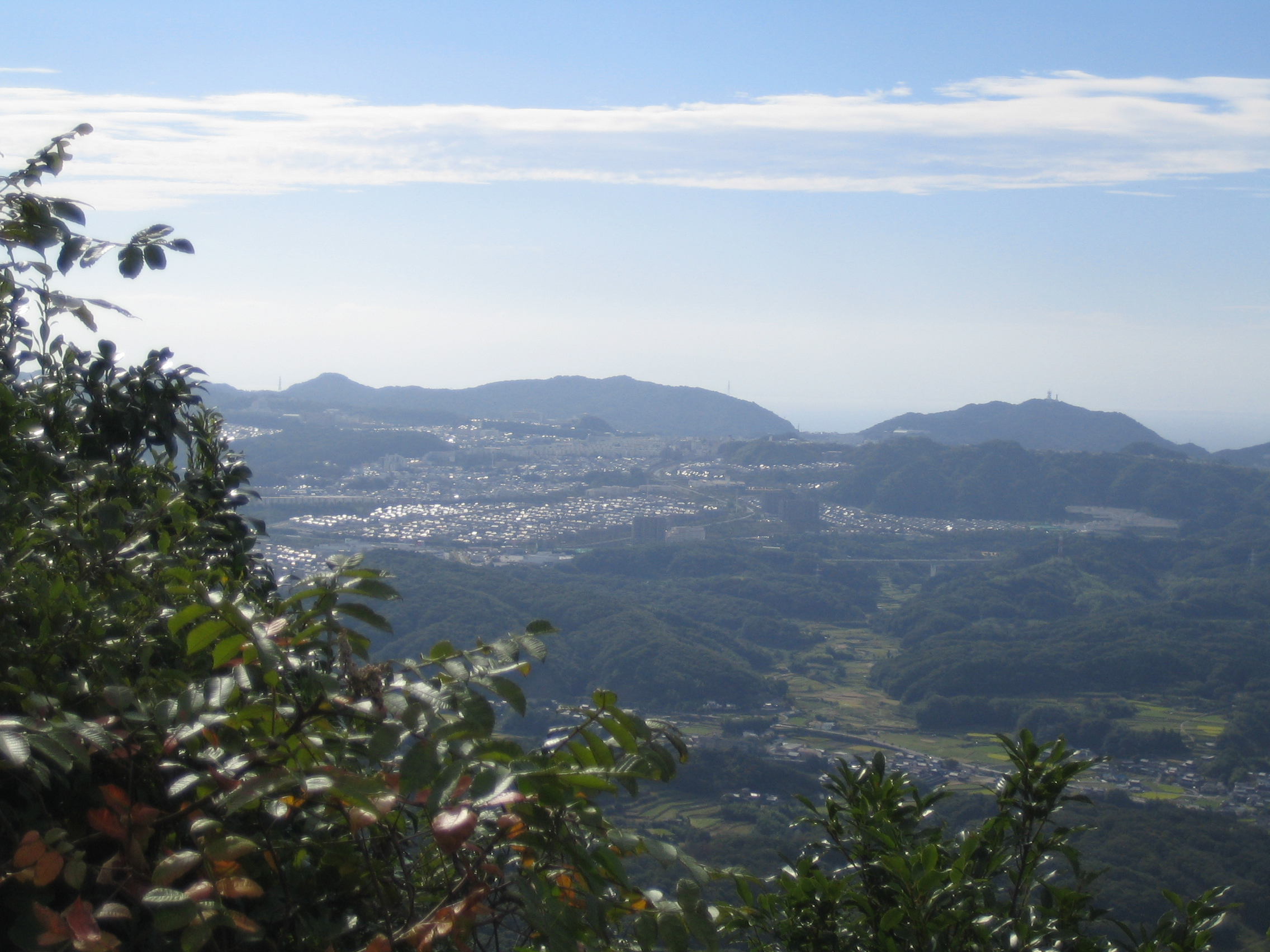
山頂から西部展望